# House of Strangers
House of Strangers és una pel·lícula americana de cinema negre dirigida per Joseph L. Mankiewicz el 1949. És protagonitzada per Edward G. Robinson, Susan Hayward i Richard Conte. El guió és de Philip Yordan i Mankiewicz (qui va preferir no aparèixer al crèdits) i és la primera de les tres versions cinematogràfiques de la novel·la de Jerome Weidman I'll Never Go There Any More. Les altres versions són la de Spencer Tracy en el western Llança trencada (1954) i The Big Show (1961).

## Argument
Max Monetti, antic advocat, acaba de complir set anys de presó, sentència que va rebre en lloc del seu pare Gino, que va morir durant el seu empresonament. Max recorda el passat; Gino Monetti ha estat acusat d'activitats bancàries fraudulentes i es troba al banc dels acusats, amb els seus tres altres fills, els empleats del pare, massa desitjosos d'ocupar el seu lloc en el banc. Max intenta defensar a Gino. Max és arrestat després d'intentar subornar una dona del jurat per salvar el seu pare. Abans de morir, Gino despertarà l'odi de Max cap als seus tres germans. Ara Max està decidit a venjar-se d'ells, però Irene Bennett, la seva antiga amant, intenta dissuadir-lo ...

## Repartiment
- Edward G. Robinson com a Gino Monetti
- Susan Hayward com a Irene Bennett
- Richard Conte com a Max Monetti
- Luther Adler com a Joe Monetti
- Paul Valentine com a Pietro Monetti
- Efrem Zimbalist, Jr. com a Tony
- Debra Paget com a Maria Domenico
- Hope Emerson com a Helena Domenico
- Esther Minciotti com a Theresa Monetti, muller de Gino Monetti

## Crítica i reconeixements
Al crític de cinema Dennis Schwartz li va agradar la pel·lícula i lloa a Mankiewicz i als actors. Diu de Mankiewicz que aporta elegància a un guió fosc ... i destaca les magnífiques interpretacions de Conte, Robinson i Adler.
La pel·lícula va ser entrada en el 3r Festival Internacional de Cinema de Cannes i Edward. G. Robinson va guanyar el premi al Millor actor.